# Lijst van grietmannen van Humsterland
Dit is een lijst van grietmannen van de voormalige Nederlandse grietenij Humsterland in de provincie Groningen, die bestaan heeft tot 1803.
| Ambtsperiode | Naam grietman                              | Leven     | Bijzonderheden                                                                                              |
| ------------ | ------------------------------------------ | --------- | --- |
| 1466         | Sijwert Frouwema (Froma)                   |           | "keder" of grietman                                                                                         |
| 1469         | Rempt Jensema                              |           | geconstitueerd grietman                                                                                     |
| 1510         | Rempt Fritsinge                            |           | 1514 grietman van Langewold                                                                                 |
| 1510         | Here Harkema                               |           | |
| 1512         | Mello Broersema                            |           | |
| 1548         | Joucko Tijaertsma                          |           | grietman van Hummerse                                                                                       |
| 1562         | Rempt Hummersma                            |           | grietman van Hummerze                                                                                       |
| 1562         | Lupke Tyaertzma                            |           | grietman van Hummerze                                                                                       |
| ca. 1577     | Rempt Dathens                              |           | grietman van Hummerse                                                                                       |
| 1613         | Herbert Clant                              |           | grietman van Hummerzee                                                                                      |
| 1652         | jonker Johan de Mepsche tot Piloursema     |           | hoofdeling, grietman van Hummerzee; was eerder rentmeester van de Stadsvenen                                |
| 1684         | Ludolph Luirt Ripperda op Jensemaborg      |           | |
| 1698         | Jan Clant                                  |           | |
| 1704         | Evert Joest Lewe, heer tot Aduard          | 1677-1753 | mede gedeputeerde van Stad en Lande                                                                         |
| 1704 - 1717  | Johan Willem Ripperda, heer op Jensemaborg | 1682-1737 | zoon van Ludolph Luirt Ripperda                                                                             |
| 1714         | Gerhard Regnier de Cock                    |           | geconstitueerd richter te Oldehove namens J.W. Ripperda                                                     |
| 1715 - 1721  | Johan Cornelis Schatter                    |           | |
| 1717         | Henricus Theodorus Pagenstecher            |           | geconstitueerd grietman namens J.W. Ripperda                                                                |
| 1719 - 1723  | Casparus van Elburg                        |           | grietman van Oldehove en Saaksum, Niehove en Feerwerd                                                       |
| 1722         | jonker Johan Cornelius Schatter            |           | hoofdeling, ook grietman van De Kampen                                                                      |
| 1725         | Theodorus de Cock                          |           | |
| 1728         | Menso Alting                               |           | |
| 1740         | de heer van Hoogkerk                       |           | zijlvest-grietman van Homsterzijlvest                                                                       |
| 1742 - 1747  | dr. H. Upmeyer                             |           | grietman van Oldehove                                                                                       |
| 1750 ~ 1773  | dr. Regnerus Tjaarda Nauta                 |           | grietman van Oldehove, Niehove en De Kampen                                                                 |
| 1752 - 1754  | Petrus van Wullen                          |           | grietman van Oldehove en Saaksum                                                                            |
| 1759 - 1766  | Theodorus Brunsvelt van Hulten             |           | grietman van Oldehove en Saaksum of Humsterland, Niehove en De Kampen                                       |
| 1760 - 1766  | Jacob Vonk                                 |           | grietman van Oldehove en Saaksum of Humsterland                                                             |
| 1766 - 1769  | Willem Entrup, J.U.D.                      |           | geconstitueerd grietman van Oldehove en Saaksum of Humsterland, tevens secretaris van de Hoge Justitiekamer |
| 1769         | Melchior Willem de Raadt                   |           | van Oldehove en Saaksum of Humsterland                                                                      |
| 1770 ~ 1777  | jonker Jan Willem Henderik van Rossum      |           | grietman van Oldehove                                                                                       |
| 1774 - 1775  | Jan Tijmens                                |           | van Oldehove en Saaksum of Humsterland                                                                      |
| 1776 - 1789  | Hendrik Guichart, J.U.D.                   | 1750-1837 | grietman van Oldehove en Saaksum of Humsterland, later statenlid, gedeputeerde van Groningen en kamerlid    |
| 1789 - 1796  | Frans Izaak Guichart, J.U.D.               | 1756-1827 | broer van Hendrik Guichart, grietman van Oldehove en Saaksum, later rechter te Appingedam                   |
| 1796 - 1800  | Adam Tebbens                               |           | richter van Oldehove en Saaksum                                                                             |
| 1800-1803    | dr. Hendrikus Octavius Feith               | 1778-1849 | grietman van Oldehove en Saaksum                                                                            |